# 從足尾來的女人
《從足尾來的女人》，2014年1月於日本NHK電視台週六時段（21:00 - 22:13，JST）播出的電視劇，共兩集，由尾野真千子主演，改編自真實歷史事件，即「足尾礦毒事件」。

## 故事背景
日本明治晚期，栃木縣谷中村因足尾銅山流出的礦毒汙染了農田，使得草木不生，村內戶數銳減至16戶，政府決定放棄谷中村，甚至為了保證足尾銅山能繼續產出金屬，於是計畫拆毀僅存的民居，打算在谷中村圈地蓄積生產金屬時所產出的礦毒。栃木縣的當地領袖田中正造（柄本明 飾）抗爭未果。
某日，田中受東京社會運動家的友人福田英子（鈴木保奈美 飾）之託，希望田中能幫忙尋找一位家政婦前往東京的福田家幫傭。田中透過村民新田信吉（岡田義德 飾），希望信吉的妹妹新田幸（尾野真千子 飾）能前往東京幫忙。面對家鄉深受礦毒汙染已幾無耕種機會的新田幸，在哥哥與田中的鼓勵下展開了一段寄人籬下的生活。
因福田英子原本即被政府緊盯、被懷疑有造反跡象，警察高層日下部錠太郎（松重豐 飾）因此暗中脅迫新田幸擔任祕密通報者，即以家政婦之姿，隨時告知警察有關福田的一舉一動....。新田幸在兩面壓力下，不得不做出決定......。

## 獲得獎項
- 銀河賞2014年1月度月間賞、第51回電視劇部門獎勵賞
- 東京國際戲劇節單發劇優秀獎
- 第69回日本文化廳文化廳藝術祭（日语：芸術祭 (文化庁)）電視劇部門優秀賞
- 平成26年度藝術選獎（日语：芸術選奨）藝術選獎文部科學大臣新人獎（日语：芸術選奨新人賞）放送部門（獲獎：導演田中正）
- 放送人グランプリ2014 優秀賞

## 登場人物
- 新田幸：尾野真千子

面臨滅村的谷中村村民。未受過教育的文盲，在福田英子家中幫傭。受警察高層日下部錠太郎脅迫而擔任密告者，每天過著內心掙扎的日子。
- 福田英子：鈴木保奈美

傾向社會主義的女性社會運動家，支持為了礦毒而奔走的田中正造。
- 石川三四郎（日语：石川三四郎）：北村有起哉（日语：北村有起哉）

和福田英子一同進行社會運動的社會主義者。
- 石川啄木：渡邊大（日语：渡辺大）

為了出人頭地而離開北海道的妻小來到東京發展的作家。無奈才華未受人賞識，曾一度想自殺，幸而被新田幸拉住。其詩句深深吸引著幸。
- 新田信吉：岡田義德

谷中村村民。東京職業學校畢業。原憧憬為了礦毒而抗爭的田中正造，但因被徵召的機緣，發現政府製造金屬銅礦能增加國家打勝戰的機率，而改支持足尾銅山製造銅礦，並帶著父親離開村子，在政府機關的土木課上班，其後奉命帶人回鄉拆毀自己的村落，引發妹妹幸的不諒解。
- 新田良助：綾田俊樹

谷中村村民。女兒幸前往東京後，即被兒子信吉帶離谷中村。42歲過世。
- 日下部錠太郎：松重豐

警視廳警視。脅迫新田幸擔任密告者，以掌握社會運動家福田英子等人的一舉一動。
- 田中正造：柄本明

為了谷中村礦毒事件而奔走抗爭的國會議員。

## 製作團隊
- 編劇：池端俊策（日语：池端俊策）
- 配樂：千住明
- 製作人：高橋練
- 導演：田中正
- 製作：NHK

## 原聲帶
| 《》（發行日期：2014年2月5日） | 《》（發行日期：2014年2月5日）       | 《》（發行日期：2014年2月5日） |
| 曲序                           | 曲目                                 | 时长                           |
| ------------------------------ | ------------------------------------ | ------------------------------ |
| 1.                             | 足尾から来た女（テーマ）〜赤銅の大地 | 2:18                           |
| 2.                             | 彼岸の谷                             | 2:04                           |
| 3.                             | 義に死す                             | 1:55                           |
| 4.                             | いしくれ                             | 2:35                           |
| 5.                             | 国権の客人                           | 1:47                           |
| 6.                             | 風の人々                             | 1:39                           |
| 7.                             | 醜い家鴨                             | 2:10                           |
| 8.                             | 望郷                                 | 2:00                           |
| 9.                             | あくがれ                             | 1:48                           |
| 10.                            | 蜥蜴                                 | 2:01                           |
| 11.                            | 慈母                                 | 1:49                           |
| 12.                            | 勃発！                               | 1:46                           |
| 13.                            | 欺瞞                                 | 2:07                           |
| 14.                            | 動悸                                 | 1:31                           |
| 15.                            | 紡がれる命                           | 2:31                           |
| 16.                            | 銃剣の日                             | 1:52                           |
| 17.                            | をとめ花                             | 2:21                           |
| 18.                            | 亡郷の徒                             | 1:40                           |
| 19.                            | 漫画的追跡                           | 1:13                           |
| 20.                            | 夢追い人                             | 2:14                           |
| 21.                            | 翩翩と                               | 1:55                           |
| 22.                            | 蒼天の大地                           | 2:23                           |
| 23.                            | 麦打唄                               | 1:46                           |
| 总时长：                       | 总时长：                             | 45:36                          |

## 外部連結
- NHK介紹專頁 （页面存档备份，存于）
- 官方網站前篇 （页面存档备份，存于）
- 官方網站後篇 （页面存档备份，存于）
- 土曜ドラマ　足尾から来た女 - NHK名作選 （页面存档备份，存于）